# Daniel Fox
Daniel Fox, detto Danny (Winsford, 29 maggio 1986), è un ex calciatore inglese naturalizzato scozzese, di ruolo difensore.

## Caratteristiche tecniche
Gioca come terzino sinistro.

## Carriera
Nel 2008 ha giocato nell'Inghilterra under 21 ma poi ha scelto di rappresentare la Scozia per via del nonno scozzese.
Il 29 gennaio 2010 ha firmato un contratto di tre anni e mezzo con il Burnley. Il 6 febbraio, al debutto in Premier League, ha siglato il gol vittoria contro il West Ham.

## Statistiche

### Presenze e reti nei club
| Stagione                 | Squadra                  | Campionato               | Campionato | Campionato | Coppe nazionali | Coppe nazionali | Coppe nazionali | Coppe continentali | Coppe continentali | Coppe continentali | Altre coppe | Altre coppe | Altre coppe | Totale | Totale |
| Stagione                 | Squadra                  | Comp                     | Pres       | Reti       | Comp            | Pres            | Reti            | Comp               | Pres               | Reti               | Comp        | Pres        | Reti        | Pres   | Reti   |
| ------------------------ | ------------------------ | ------------------------ | ---------- | ---------- | --------------- | --------------- | --------------- | ------------------ | ------------------ | ------------------ | ----------- | ----------- | ----------- | ------ | ------ |
| 2016-2017                | Nottingham Forest        | FLC                      | 23         | 0          | FA+CdL          | 0+0             | 0+0             | -                  | -                  | -                  | EFLT        | 0           | 0           | 23     | 0      |
| 2017-2018                | Nottingham Forest        | FLC                      | 23         | 0          | FA+CdL          | 1+0             | 0+0             | -                  | -                  | -                  | EFLT        | 3           | 0           | 27     | 0      |
| 2018-2019                | Nottingham Forest        | FLC                      | 28         | 0          | FA+CdL          | 1+0             | 0+0             | -                  | -                  | -                  | EFLT        | 2           | 0           | 31     | 0      |
| Totale Nottingham Forest | Totale Nottingham Forest | Totale Nottingham Forest | 74         | 0          |                 | 2               | 0               |                    | -                  | -                  |             | 5           | 0           | 81     | 0      |
| 2019-2020                | Wigan                    | FLC                      | 11         | 0          | FA+CdL          | 0+0             | 0+0             | -                  | -                  | -                  | EFLT        | 0           | 0           | 11     | 0      |
| ago.-ott. 2020           | Wigan                    | FL1                      | 2          | 0          | FA+CdL          | 0+0             | 0+0             | -                  | -                  | -                  | EFLT        | 0           | 0           | 2      | 0      |
| Totale Wigan             | Totale Wigan             | Totale Wigan             | 13         | 0          |                 | 0               | 0               |                    | -                  | -                  |             | -           | -           | 13     | 0      |
| ott.2020-2021            | East Bengal              | ISL                      | 16         | 1          | -               | -               | -               | -                  | -                  | -                  | -           | -           | -           | 16     | 1      |
| Totale carriera          | Totale carriera          | Totale carriera          | 103        | 1          |                 | 2               | 0               |                    | -                  | -                  |             | 5           | 0           | 110    | 1      |

#### Cronologia presenze e reti in Nazionale
| Cronologia completa delle presenze e delle reti in nazionale ― Scozia | Cronologia completa delle presenze e delle reti in nazionale ― Scozia | Cronologia completa delle presenze e delle reti in nazionale ― Scozia | Cronologia completa delle presenze e delle reti in nazionale ― Scozia | Cronologia completa delle presenze e delle reti in nazionale ― Scozia | Cronologia completa delle presenze e delle reti in nazionale ― Scozia | Cronologia completa delle presenze e delle reti in nazionale ― Scozia | Cronologia completa delle presenze e delle reti in nazionale ― Scozia |
| Data                                                                  | Città                                                                 | In casa                                                               | Risultato                                                             | Ospiti                                                                | Competizione                                                          | Reti                                                                  | Note                                                                  |
| --------------------------------------------------------------------- | --------------------------------------------------------------------- | --------------------------------------------------------------------- | --------------------------------------------------------------------- | --------------------------------------------------------------------- | --------------------------------------------------------------------- | --------------------------------------------------------------------- | --------------------------------------------------------------------- |
| 14-11-2009                                                            | Cardiff                                                               | Galles                                                                | 3 – 0                                                                 | Scozia                                                                | Amichevole                                                            | -                                                                     | 55’                                                                   |
| 15-08-2012                                                            | Edimburgo                                                             | Scozia                                                                | 3 – 1                                                                 | Australia                                                             | Amichevole                                                            | -                                                                     | 70’                                                                   |
| 12-10-2012                                                            | Cardiff                                                               | Galles                                                                | 2 – 1                                                                 | Scozia                                                                | Qual. Mondiali 2014                                                   | -                                                                     |                                                                       |
| 16-10-2012                                                            | Bruxelles                                                             | Belgio                                                                | 2 – 0                                                                 | Scozia                                                                | Qual. Mondiali 2014                                                   | -                                                                     |                                                                       |
| Totale                                                                |                                                                       | Presenze                                                              | 4                                                                     |                                                                       | Reti                                                                  | 0                                                                     |                                                                       |